# Quarten
Quarten – miejscowość i gmina we wschodniej Szwajcarii, w kantonie St. Gallen, w okręgu Sarganserland. Leży nad jeziorem Walensee.

## Demografia
W Quarten mieszka 3 000 osób. W 2021 roku 18,5% populacji gminy stanowiły osoby urodzone poza Szwajcarią. 

## Transport
Przez teren gminy przebiegają autostrada A3 oraz droga główna nr 3.